# Wechsler Preschool and Primary Scale of Intelligence
Die Wechsler Preschool and Primary Scale of Intelligence - Fourth Edition (WPPSI-IV) wird in der Intelligenzdiagnostik eingesetzt, um die kognitive Leistungsfähigkeit von Kindergarten-, Vorschul- und Schulkindern in einer Altersspanne von 2 Jahren und 6 Monaten bis 7 Jahre und 7 Monate zu messen. Die deutsche Version ist eine aktuelle Adaptation der amerikanischen Wechsler Preschool and Primary Scale of Intelligence - IV. Das Originalverfahren Wechsler Preschool and Primary Scale of Intelligence (WPPSI) von David Wechsler ist einer der letzten Wechsler-Tests und wurde 1967 publiziert. Die WPPSI-IV zählt ebenso wie die anderen Wechsler-Tests (im deutschsprachigen Raum aktuell die WISC-V für Kinder und Jugendliche (vormals unter Lizenz als HAWIK-IV) und der WIE für Erwachsene) weltweit zu den am meisten eingesetzten Testverfahren überhaupt. Der Test wurde von 2015 bis 2017 an 895 Kindern in Deutschland normiert.

## Geschichte
| Erscheinungsjahr | Name                                                                               | Abkürzung  |
| ---------------- | ---------------------------------------------------------------------------------- | ---------- |
| 1967             | Wechsler Preschool and Primary Scale of Intelligence                               | WPPSI      |
| 1989             | Wechsler Preschool and Primary Scale of Intelligence revised                       | WPPSI-R    |
| 2002             | Wechsler Preschool and Primary Scale of Intelligence - Third Edition               | WPPSI-III  |
| 2006             | Deutsche Adaptation der WPPSI-III mit eigener Normierung und neuem Namen           | HAWIVA-III |
| 2009             | Erneute deutsche Adaptation der WPPSI-III mit neuer Normierung unter Originalnamen | WPPSI-III  |
| 2018             | Wechsler Preschool and Primary Scale of Intelligence - Fourth Edition              | WPPSI-IV   |

## Prinzip der Wechsler-Tests
Kein Intelligenztest kann alle Bereiche der kognitiven Funktionen gleichzeitig in bedeutsamer und praktisch handhabbarer Weise erfassen. Wechsler hat daher eine Form der Messung ausgewählt, die diejenigen Bereiche abdecken soll, die sich als wichtige Aspekte der kognitiven Funktionen erwiesen haben. Dabei wählte er eine hinreichend große Anzahl von Untertests aus, um in einer angemessenen Zeitspanne klinisch relevante Informationen über das kognitive Niveau eines Menschen zu erhalten. Wechsler war davon überzeugt, dass andere Faktoren wie schulische Leistungen, Exekutivfunktionen und motorische Fertigkeiten in enger Beziehung mit der Intelligenztestleistung stehen, jedoch am besten mit Testverfahren zu erfassen sind, die speziell für die Beurteilung dieser Fragestellungen entwickelt wurden. 
Letztendlich reflektieren die Leistungen bei einer Messung kognitiver Fähigkeiten nur einen Teil dessen, was Intelligenz beinhaltet. David Wechsler glaubte, dass kognitive Faktoren nur einen Ausschnitt der Intelligenz umfassen. Zu den Eigenschaften, die für ihn ebenfalls zu intelligentem Verhalten beitragen, zählen Planung und Zielbewusstsein, Begeisterungsfähigkeit, Feldabhängigkeit/-Unabhängigkeit, Impulsivität, Ängstlichkeit und Ausdauer. Diese Eigenschaften können die Leistung eines Kindes bei einer Testung ebenso beeinflussen wie im täglichen Leben (Wechsler, 1975).

## Aufbau des Tests
Die Testbatterie besteht aus 14 Untertests:
- Passiver Wortschatz: Das Kind sieht sich vier Bilder an und soll auf das Bild zeigen, das der Testleiter benennt.
- Mosaik-Test: Mit Hilfe von ein- oder zweifarbigen Würfeln soll das Kind unterschiedlich komplexe Mustervorlagen (Modell oder Bildvorlage) innerhalb einer vorgegebenen Zeitspanne nachbauen.
- Allgemeines Wissen: Das Kind beantwortet Fragen über allgemein bekannte Ereignisse, Sachverhalte, Orte und Persönlichkeiten.
- Figuren legen: Dem Kind werden Teile eines Puzzles vorgelegt. Das Kind setzt sie innerhalb einer festgelegten Zeit zusammen.
- Aktiver Wortschatz: Das Kind benennt Bilder, die ihm zuvor in einem Buch gezeigt werden.
- Matrizen-Test: Das Kind betrachtet eine unvollständige Matrix und wählt das fehlende Teil aus vier bzw. fünf Antwortmöglichkeiten.
- Wortschatz-Test: Das Kind gibt Definitionen für die vom Testleiter vorgegebenen Worte.
- Bildkonzepte: Das Kind soll aus zwei Bildreihen jeweils ein Bild auswählen, um daraus eine Gruppe mit einer gemeinsamen Eigenschaft zu bilden.
- Symbol-Suche: Das Kind vergleicht in einer begrenzten Zeit eine Gruppe von abstrakten Symbolen mit einem Zielsymbol und gibt an, ob sich das Zielsymbol in der Suchgruppe befindet.
- Begriffe erkennen: Das Kind entschlüsselt einen allgemeinen Begriff, der vom Testleiter umschrieben wird.
- Symbole kodieren: Einer Serie einfacher geometrischer Figuren soll das Kind abstrakte Symbole zuordnen. Es zeichnet in einer begrenzten Zeit die Symbole in die dazugehörigen Felder, indem es einen vorgegebenen Schlüssel verwendet.
- Allgemeines Verständnis: Das Kind beantwortet Fragen, die das Verständnis von allgemeinen Prinzipien und sozialen Situationen oder Regeln erfordern.
- Bilder ergänzen: Das Kind sieht eine Reihe von Bildern und zeigt oder benennt das wichtige Detail, das auf dem jeweiligen Bild fehlt.
- Gemeinsamkeiten finden: Das Kind soll das Gemeinsame von mündlich vorgegebenen Begriffspaaren benennen oder beschreiben. Die Begriffe beziehen sich auf Konzepte oder Gegenstände des Alltags.

Auf Grundlage der jeweiligen ausgewählten Untertests lässt sich ein Gesamt-IQ für den kognitiven Entwicklungsstand eines Kindes messen. Zusätzlich lassen sich vier weitere übergeordnete Werte (Indexwerte) bestimmten: 
- Verbalteil
- Handlungsteil
- Verarbeitungsgeschwindigkeit
- Allgemeine Sprachskala

## Durchführung
Die Durchführungszeit ist altersabhängig und beträgt bei Kindern im Alter von 3 Jahren 20 bis 40 Minuten. Ab 4 Jahre liegt die Dauer der Testung zwischen 40 und 50 Minuten. Der Test wird individuell mit dem Kind durchgeführt.

## Reliabilität und Validität
Die Reliabilitäten liegen für
- den Untertest: zwischen r = 0,77 und r = 0,88
- die Indexebene: r = 0,87 und r = 0,92
- den Gesamttest: r = 0,95

Die Validität der WPPSI-III lässt sich durch u. a. Interkorrelationsstudien, klinische Validierungsstudien, Korrelationsstudien mit anderen Messinstrumenten wie dem HAWIK-IV oder faktorenanalytische Studien nachweisen.